# Calamotropha robustella
Calamotropha robustella là một loài bướm đêm trong họ Crambidae.